# 篾格秃
篾格秃（羅馬化：Mönggetü，意为“黑子”，羅馬化：mūnkdū ，见《史集》）是13世纪初蒙古帝国的将领，窝阔台汗时期印度方向探马赤军（边境镇戍军）长官。《元朝秘史》等汉文史料中记作蒙格禿、篾格秃。
1206年蒙古帝国建国后，篾格秃被任命为千户长，排名第62位。窝阔台即位后，蒙古帝国向边境各地派遣探马赤军（边境镇戍军）。西方此前已由绰儿马罕率领四万探马赤军驻守，后又增派二万探马赤军前往印度斯坦-克什米尔方向。该方向探马赤军首任长官为答亦儿（Dayir，Dāīr，دایر），篾格秃随军参战，答亦儿死后接任长官。印度斯坦-克什米尔探马赤军长官一职在篾格秃之后由斡豁秃儿（Oqotur，hūqūtur，هوقوتر）接任，后在撒里·那颜（Sali Noyan，sālī nūyān，سالی نویان）时期成为伊儿汗国的一部分。